# بشتيكلو (أوجان الغربي)
بشتیکلو (بالفارسية: پشتیکلو) هي مستوطنة تقع في إيران في قسم أوجان الغربي الريفي. يقدر عدد سكانها بـ 353 نسمة .